# Aston Martin DBR1

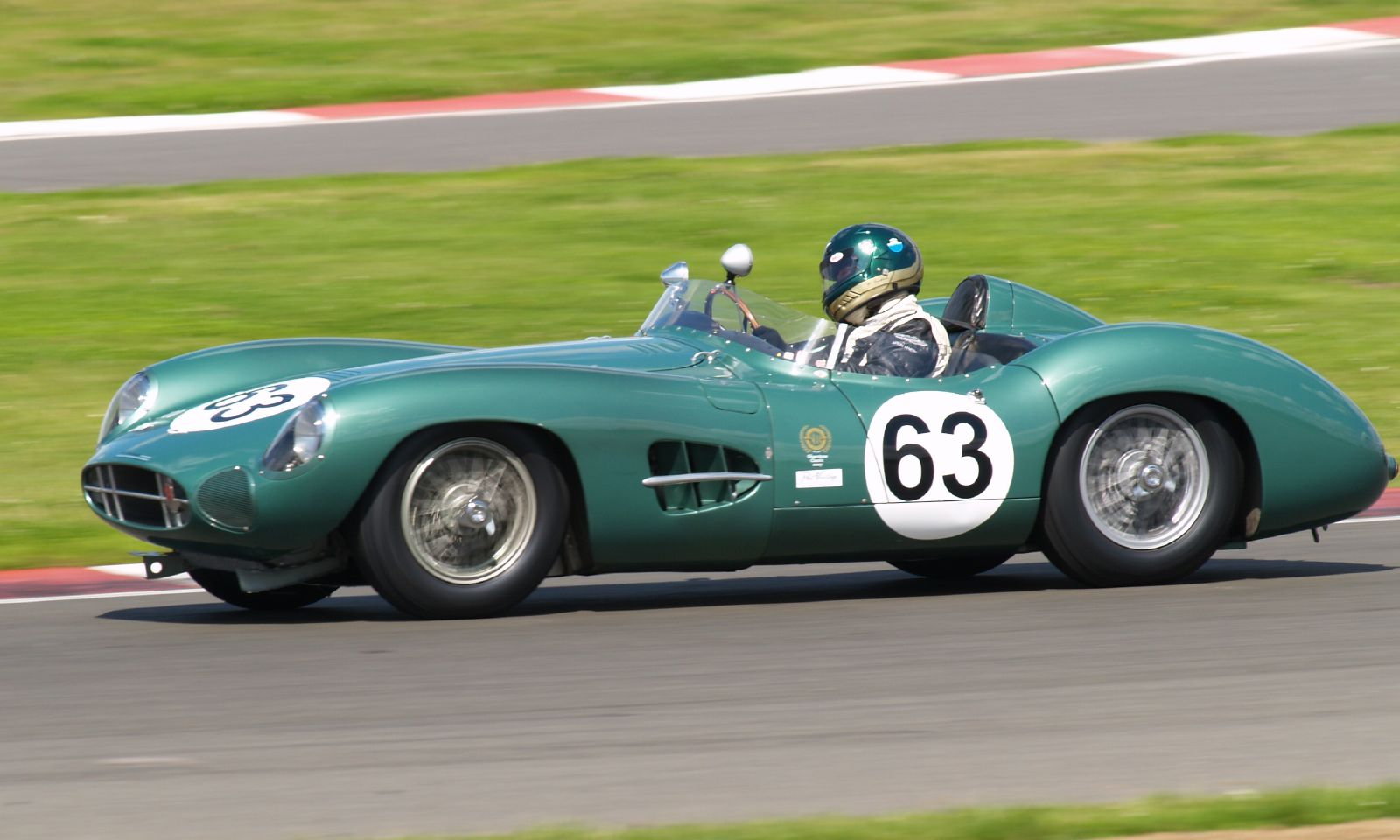
Aston Martin DBR1

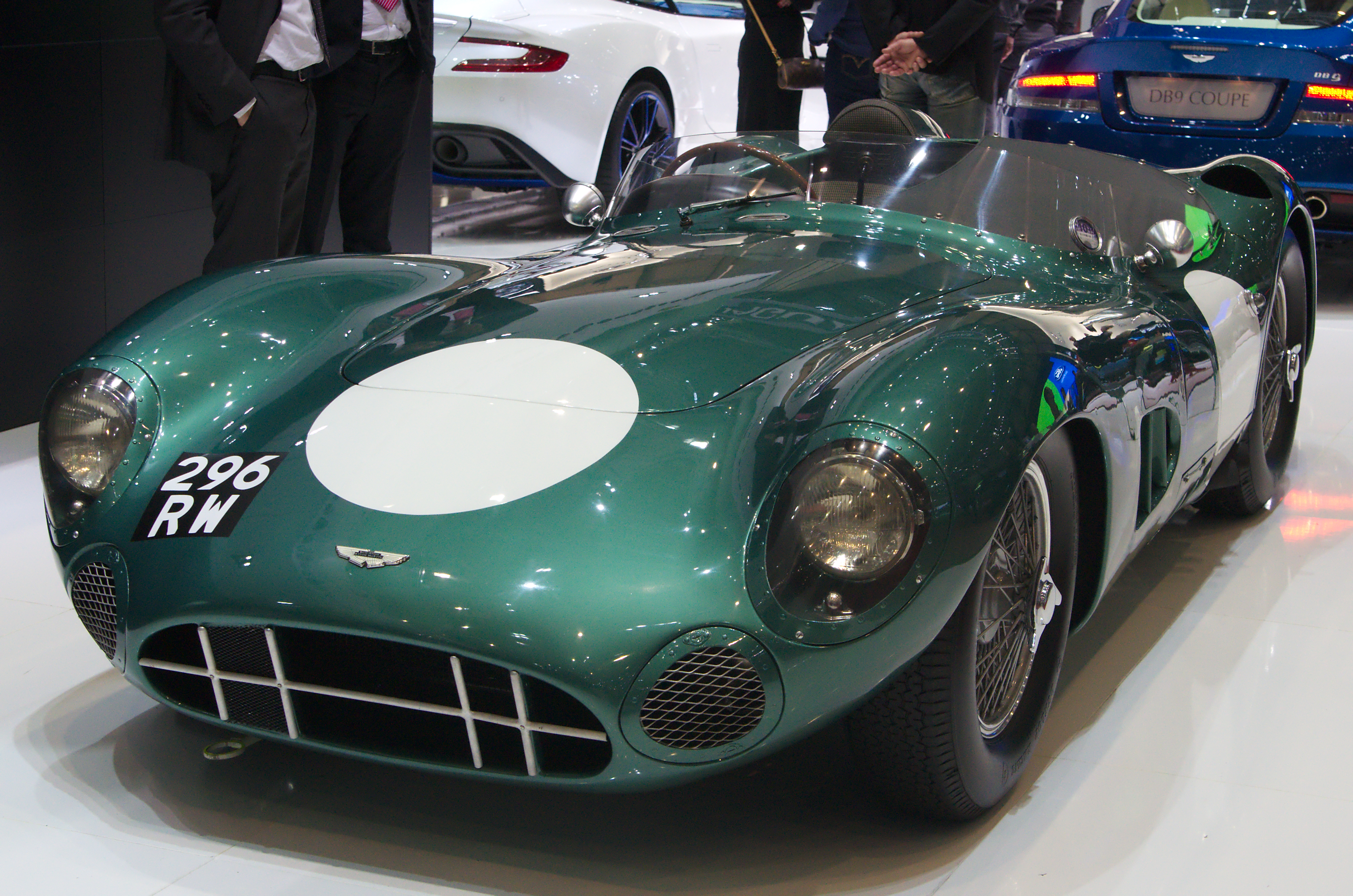
Aston Martin DBR1

Der Aston Martin DBR1 war ein Rennsportwagen, der von 1956 bis 1962 bei Sportwagenrennen eingesetzt wurde.

## Entwicklungsgeschichte und Technik
1956 war auch Aston Martin durch eine Änderung des Reglements gezwungen, einen reinrassigen Sportwagen für die Rennen der Sportwagen-Weltmeisterschaft zu bauen. Die Regeln sahen nunmehr vor, dass die Fahrzeuge keine Straßenfahrzeuge mehr sein durften. Deshalb entschlossen sich die Verantwortlichen von Aston Martin zum Bau des DBR1. Das Fahrgestell wurde vom Aston Martin DB3 übernommen, aber grundlegend überarbeitet. Als Motor kam ein 2,6-Liter-6-Zylinder-Motor zum Einsatz, der im Laufe der Entwicklungsgeschichte bis auf 2,9 Liter aufgebohrt wurde.

## Renngeschichte
Der DBR1 gab sein Renndebüt in Aston Martins Werksteam David Brown Organisation beim 24-Stunden-Rennen von Le Mans 1956, mit Reg Parnell und Tony Brooks am Steuer. Nach 246 gefahrenen Runden musste das Duo nach einem Getriebeschaden vorzeitig aufgeben.
1957 wurde der DBR1 zum Standard-Einsatzwagen der Aston-Martin-Werksmannschaft. Roy Salvadori wurde Zweiter bei der Empire Trophy und der Sussex Trophy in Goodwood. Den ersten Sieg in der Weltmeisterschaft gab es beim 1000-km-Rennen auf dem Nürburgring mit Tony Brooks und Noël Cunningham-Reid am Steuer.
Beim 24-Stunden-Rennen von Le Mans fielen beide Werks-DBR1 nach technischen Defekten aus. Ein Jahr später waren drei DBR1 in  Le Mans am Start und wieder kam keiner der Rennwagen ins Ziel. Am Nürburgring konnte das Werksteam seinen Vorjahressieg wiederholen. Diesmal waren Stirling Moss und Jack Brabham die Fahrer.
Nach einigen Erfolgen bei nicht zur Weltmeisterschaft zählenden Rennen folgte 1959 der größte Erfolg in der Renngeschichte des DBR1. In  Le Mans feierte Aston Martin einen Doppelsieg – bis heute der einzige Sieg von Aston Martin in der Gesamtwertung beim Rennen an der Sarthe. Roy Salvadori und Carroll Shelby siegten mit einer Runde Vorsprung auf das Duo Maurice Trintignant und Paul Frère. Im WM-Lauf davor – dem 1000-km-Rennen auf dem Nürburgring – erzielte die Werksmannschaft den dritten Sieg in Folge auf der Nordschleife. Diesmal war Jack Fairman der Partner von Moss.
Am Ende des Jahres sicherte sich Aston Martin den Gesamtsieg in der Sportwagen-Weltmeisterschaft und versuchte in der folgenden Saison mit dem DBR4 und dem DBR5 den Einstieg in die Formel 1. Die Sportwagenaktivitäten wurden eingestellt und die DBR1 an Privatfahrer verkauft.